# Halographis
Halographis is een monotypisch geslacht van schimmels in de familie Roccellaceae. Het bevat alleen de soort Halographis runica.